# Oti-Wildtierreservat
Das Oti-Wildtierreservat (englisch Oti Valley Faunal Reserve) liegt im Norden Togos auf 109 bis 167 m Höhe über dem Meeresspiegel. Es ist 147.840 ha groß. Benachbarte Naturschutzgebiete sind der Nationalpark Kéran, der Nationalpark Pendjari und der Arli-W-Singou-Komplex.
Das Gebiet bedecken Savanne und saisonal überflutetes Grasland beiderseits des Flusses Oti. Einer der Hauptlebensräume ist das von Bäumen, wie Diospyros mespiliformis und Anogeissus leiocarpa, und Sträuchern, beispielsweise Mimosa pigra und Mitragyna inermis,  bewachsene Flussgebiet. An Gräsern herrschen Andropogon-, Hyparrhenia- und Heteropogon-Arten vor, vereinzelt findet sich dazwischen die Äthiopische Palmyrapalme. Die alleinstehenden Savannenstellen werden von Akazien- und Langfädenarten sowie dem  Tamarindenbaum und der Wüstendattel dominiert. Wald macht 35 % und Strauchland 61 % der Fläche aus.
Das Oti-Tal ist landesweit bekannt für seine großen Bestände an Vögeln der Feuchtgebiete, beispielsweise bis zu 250 Kronenkraniche, 250 Graureiher, 200 Weißstörche, 300 Sporngänse und 100 Rotflügel-Brachschwalben. Außerdem kommt die Rotstirngazelle im Reservat vor.
Die Hauptbedrohungen für das Reservat sind Besiedlung, Brennholzsammeln, Wilderei und mögliche Veränderungen des Oti aufgrund der Errichtung des Kompienga-Staudammes in Burkina Faso am Oualé, einem Nebenfluss des Oti.